# Ivana Hoffmann
Ivana Hoffmann, també coneguda com pel nom de guerra d'Avaşin Tekoşin Güneş, (Emmerich am Rhein, 1 de setembre de 1995 - Tell Tamer, Síria, 7 de març de 2015) va ser una activista política comunista feminista afroalemanya que va lluitar amb el Partit Comunista Marxista-Leninista turc (MLKP) al conflicte de Rojava de la Guerra Civil siriana. Va ser la primera lluitadora estrangera de les Forces Democràtiques de Síria (FDS) que va morir en el conflicte.
Hoffmann va néixer a la localitat alemanya d'Emmerich am Rhein, a l'estat federat de Rin del Nord-Westfàlia, de mare alemanya i pare togolès. Més tard, es va traslladar amb la seva mare al barri de Meiderich, de Duisburg, on es va graduar en educació secundària, va començar a implicar-se en assumptes de política d'esquerra i va entrar en contacte la Young Struggle, l'ala juvenil del moviment del MLKP.
A finals de 2014 va viatjar a Síria per entrar en combat al conflicte de Rojava. En un vídeo publicat després de la seva mort, va donar les seves raons per unir-s'hi afirmant que: «vaig decidir venir a Rojava perquè aquí lluiten per la humanitat, pels drets i per l'internacionalisme que representa el MLKP. Som aquí com a MLKP per lluitar per la llibertat. Rojava és el principi. Rojava és esperança». Durant les primeres hores del 7 de març de 2015 va morir en combat, mentre lluitava a les Unitats de Protecció Popular (YPG) contra Estat Islàmic de l'Iraq i el Llevant (ISIL), prop de Tell Tamer, durant l'ofensiva d'al-Hasakah oriental. Posteriorment, a Esmirna, els activistes contraris a Estat Islàmic que li van retre homenatge van ser arrestats. Fins aquell moment, Hoffmann va ser la combatent estrangera més jove de les FDS que havia mort en combat.
La fiscalia de Duisburg va confiscar el seu cadàver per tal de fer-li l'autòpsia. La Fiscalia Federal es va comprometre a processar el Partit Comunista Marxista-Leninista (MLKP). Va considerar que els partidaris de l'organització havien de ser acusats pel seu suport a una organització terrorista estrangera. En resposta, el Comitè de Solidaritat amb Ivana Hoffmann va qualificar les declaracions com un «escàndol». El 14 de març de 2015 es va celebrar a Duisburg una concentració, seguida d'una marxa fúnebre, en memòria d'Hoffmann amb participants de l'espectre marxista-leninista. Diverses fonts parlen d'un acte amb assistència d'entre 500 i 6000 participants, incloent la família de Hoffmann. La marxa va acompanyar el taüt des del tribunal del districte de Hamborn fins al cementiri de Tempelstrasse a Meiderich, on va ser enterrada amb tots els honors. A l'acte van intervenir representants d'organitzacions comunistes d'Alemanya, Espanya i Turquia, així com representants d'alt rang del moviment d'alliberament kurd com la presidenta del Partit Democràtic del Poble (HDP) Figen Yüksekdağ i el president del Partit de la Unió Democràtica (PYD) Salih Muslim.